# Coiful de la Agighiol
Coiful de la Agighiol este un coif getic de argint aurit datând din secolul al V-lea î.Hr., adăpostit în prezent la Muzeul Național de Istorie a României din București.
A fost găsit în 1931 în zona Agighiol din Județul Tulcea, România.
Coiful este similar cu Coiful de la Coțofenești și alte trei  coifuri getice de aur sau argint descoperite până în prezent.

## Legături externe
- Materiale media legate de Coiful de la Agighiol la Wikimedia Commons
- Analiza artefactelor Geto-Dacice de aur de la Poiana-Coțofenești, Bunești-Averești, Stâncești, Cucuteni-Baiceni
- Misterul Coifurilor De Aur, formula-as.roBaiceni]